# Papanes de Papantla
Los Papanes de Papantla fue un equipo que participó en la Liga Veracruzana Estatal de Béisbol con sede en Papantla, Veracruz, México.

## Historia

### Inicios
Los Papanes son un equipo de reciente creación, y cuentan con el respaldo del ayuntamiento del Municipio de Papantla.

### Actualidad
Los Papanes participaron en la Liga Veracruzana Estatal de Béisbol.

## Jugadores

### Roster actual
"Temporada 2016-2017"
| Lanzadores: - # René Coss - # José Cobos - # Efrén Guzmán - # José Bauza - # Omar Castellanos - # Iván Olivares - # Roberto Ramírez - # Nixon Uscanga Receptores: - # Eduardo Santos - # Rogelio Cobos - # Brayan Aguilar |  | Jugadores de Cuadro: - # Joaquín Licona - # Omar Mendonza - # Jonathan Pedroza - # David Ramírez - # Rogelio Cobos Jr. - # Freda Castillo Jardineros: - # Enrique Figueroa - # Rodrigo Hernández - # Luis Gamundi - # Noé Mata Mánager: # Saúl Mendoza |

### Jugadores destacados
Por definir.